# 比利亚罗德里戈
比利亚罗德里戈，是西班牙安达卢西亚自治区哈恩省的一个市镇。总面积79平方公里，总人口609人（2001年），人口密度8人/平方公里。